# センチメートル (the peggiesの曲)
「センチメートル」は、the peggies5枚目のシングルである。2020年8月26日にエピックレコードジャパンから発売された。

## 解説
表題曲「センチメートル」は、テレビアニメ『彼女、お借りします』オープニングテーマへの書き下ろし曲。
通常盤と期間限定生産盤の2種が販売された。期間限定生産盤は『彼女、お借りします』の作者、宮島礼吏による描き下ろしトールサイズデジパック仕様で、CDには「センチメートル Anime Ver.」が追加収録され、DVDにはテレビアニメ『彼女、お借りします』ノンクレジットオープニング映像が収録された。
劇中オープニング映像の一部でヒロインたちが踊っている「かのかりダンス」を基に、踊り手兼YouTuberの2人組ユニット「バケモノバケツ委員会」によって、テレビサイズ全編でのダンスが制作された。

## 収録曲

### CD
全作詞・作曲：北澤ゆうほ。
1. センチメートル 
編曲：the peggies、江口亮
テレビアニメ『彼女、お借りします』オープニングテーマ
2. 花火 
編曲：the peggies、川口圭太
3. 君のせい (Live Ver.) 
編曲：the peggies、川口圭太
4. センチメートル Anime Ver. （期間限定生産盤のみ）

### DVD（期間限定生産盤）
1. TVアニメ「彼女、お借りします」ノンクレジットオープニング映像